# NGC 5100-2
NGC 5100-2 (ook wel NGC 5106-2) is een spiraalvormig sterrenstelsel in het sterrenbeeld Maagd. Het hemelobject ligt in de buurt van NGC 5100-1.

## Synoniemen
- NGC 5106-2
- IRAS13184+0914
- UGC 8389
- NPM1G +09.0311
- MCG 2-34-9
- ZWG 72.50
- PGC 46599